# Língua balengue

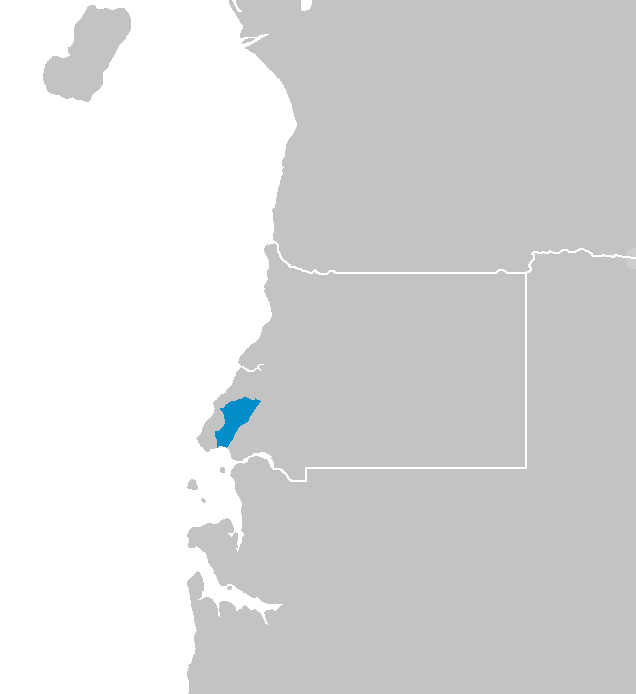
Mapa da região onde fala a língua Balengue

A língua balengue é uma língua falada pela tribo balengue, ao sul de Guiné Equatorial. É uma língua minoritária (em torno de 1.000 falantes, provavelmente em via de extinção, em parte pela pressão exercida pela língua da tribo fang, maioritária na população do país e representada no poder na pessoa do Presidente do Governo, Teodoro Obiang. É usada na faixa costera que vai desde Ponta Nguba, até a fronteira com Gabão.